# 中小企業等経営強化法
中小企業等経営強化法（ちゅうしょうとうけいえいきょうかほう、平成11年3月31日法律第18号）は、「中小企業の創意ある成長発展が経済の活性化に果たす役割の重要性にかんがみ、創業および新たに設立された企業の事業活動の支援ならびに中小企業の経営革新および異分野の中小企業の連携による新事業分野開拓の支援を行うとともに、地域におけるこれらの活動に資する事業環境を整備すること等により、中小企業の新たな事業活動の促進を図り、もって国民経済の健全な発展に資すること」に関する日本の法律である。制定当時の題名は中小企業経営革新支援法で、2005年の改正で、新事業創出促進法、中小企業の創造的事業活動の促進に関する臨時措置法を統合するとともに中小企業の新たな事業活動の促進に関する法律に改題され、更に2016年の改正で現行の題名となった。
法令番号は平成11年法律第18号、1999年（平成11年）3月31日に公布された。

## 構成
- 第1章 - 総則（第1条~第3条）
- 第2章 - 創業及び新規中小企業の事業活動の促進（第4条~第8条）
- 第3章 - 中小企業の経営革新及び異分野連携新事業分野開拓の促進 
  - 第1節 - 経営革新（第9条・第10条）
  - 第2節 - 異分野連携新事業分野開拓（第11条・第12条）
  - 第3節 - 支援措置（第13条~第15条）
- 第4章 - 中小企業の新たな事業活動の促進のための基盤整備 
  - 第1節 - 経営基盤強化の支援（第16条~第18条）
  - 第2節 - 新技術を利用した事業活動の支援（第19条~第24条）
  - 第3節 - 地域産業資源を活用して行う事業環境の整備（第25条~第31条）
  - 第4節 - 雑則（第32条）
- 第5章 - 雑則（第33条~第38条）
- 第6章 - 罰則（第39条）
- 附則